# Marciano Vink
Marciano Carlos Alberto Vink (født 17. oktober 1970 i Paramaribo, Surinam) er en surinamsk født hollandsk tidligere fodboldspiller (midtbane).
Vink startede sin karriere hos AFC Ajax, hvor han spillede sine første fem år som senior og nåede over 100 ligakampe. Han var her spået en lige så stor karriere som to andre surinamsk fødte midtbanespillere, Ruud Gullit og Frank Rijkaard, men Vink formåede ikke at slå igennem på samme niveau som disse. Han vandt dog det hollandske mesterskab, UEFA Cuppen og den hollandske pokalturnering med klubben.
Efter et kortvarigt ophold i Italien hos Genoa vendte Vink i 1994 tilbage til Holland, hvor han de følgende fem år var tilknyttet Ajax’ rivaler PSV Eindhoven. Her vandt han yderligere et mesterskab og en pokaltitel, men var grundet skadesproblemer ikke en fast del af holdet i længere tid af gangen. Han stoppede sin karriere allerede som 31-årig, i 2002, efter en sæson hos sydafrikanske Ajax Cape Town.
For det hollandske landshold spillede Vink to kampe. Der var tale om to EM-kvalifikationskampe mod henholdsvis Malta og Finland i foråret 1991.

## Titler
Æresdivisionen
- 1990 med AFC Ajax
- 1997 med PSV Eindhoven

KNVB Cup
- 1993 med AFC Ajax
- 1996 med PSV Eindhoven

Johan Cruijff Schaal
- 1993 med AFC Ajax
- 1997 og 1998 med PSV Eindhoven

UEFA Cup
- 1992 med AFC Ajax